# ESPN NBA 2K5
ESPN NBA 2K5 est un jeu vidéo de basket-ball développé par Visual Concepts et édité par Sega Sports sorti en 2004 sur PlayStation 2 et Xbox.
C'est le sixième épisode de la franchise 2K et est le principal concurrent de NBA Live 2005. C'est également le dernier épisode de la série à se prévaloir de la licence ESPN, celle-ci ayant été par la suite rachetée par EA Sports dans le cadre du développement de ses simulations sportives dont NBA Live, concurrent direct de la série NBA 2K.